# Limnichites rudis
Limnichites rudis är en skalbaggsart som beskrevs av Wooldridge 1977. Limnichites rudis ingår i släktet Limnichites och familjen lerstrandbaggar. Inga underarter finns listade i Catalogue of Life.